# Tarchonantheae
Tarchonantheae je maleni tribus vazdazelenih grmova i drveća iz porodice glavočika, dio potporodice Tarchonanthoideae. Postoje dva roda sa 18 vrsta raširenih poglavito po Africi, te na Arapskom poluotoku.

## Rodovi
1. Brachylaena R.Br. (12 spp.)
2. Tarchonanthus L.  (6 spp.)